# Melioratywne
Melioratywne (ukrainisch Меліоративне; russisch Мелиоративное Melioratiwnoje) ist eine Siedlung städtischen Typs in der Ukraine mit 4140 Einwohnern (2018).

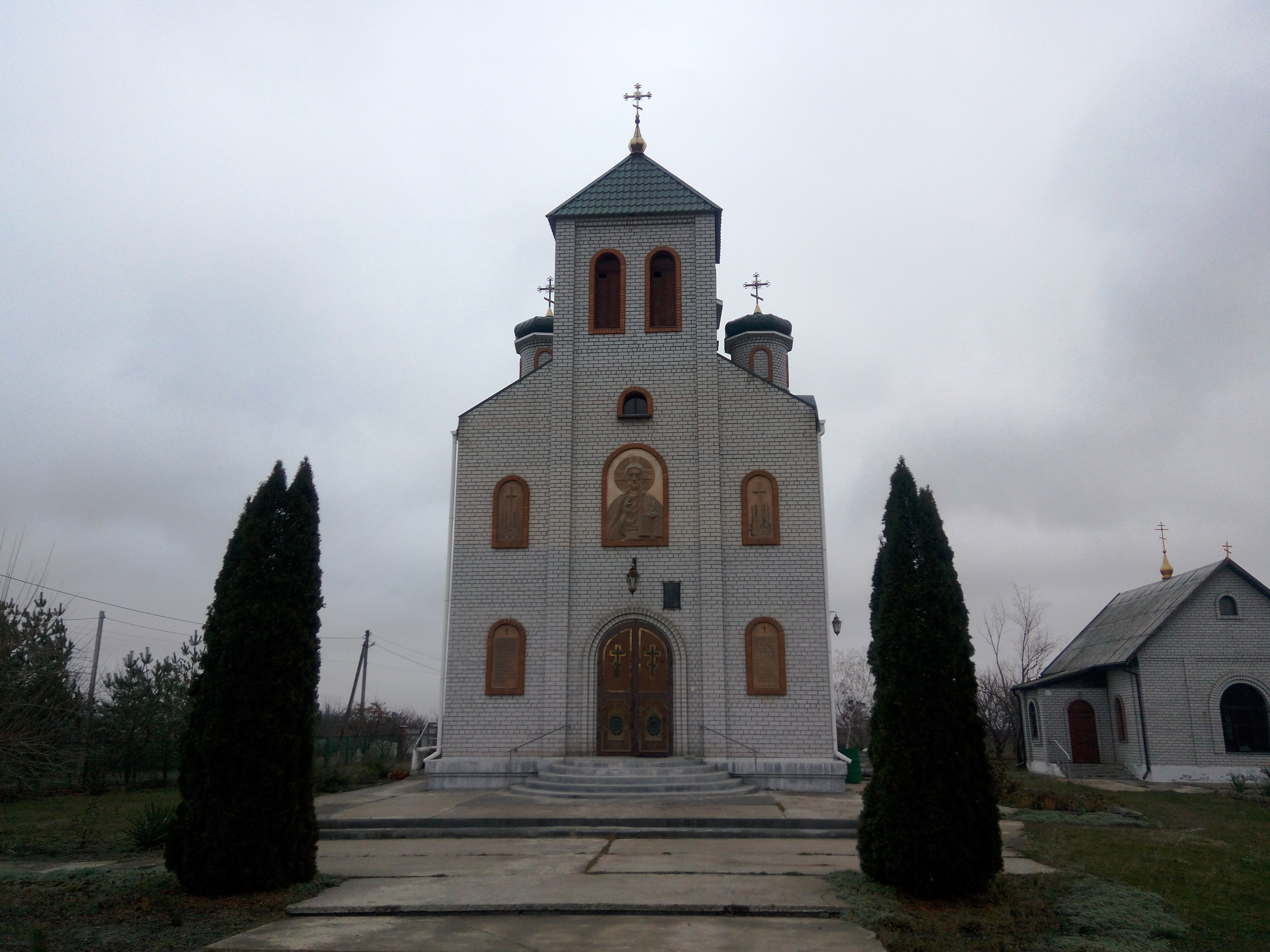
Kirche im Ort

Die Siedlung liegt im Rajon Nowomoskowsk in der zentralukrainischen Oblast Dnipropetrowsk 16 km östlich vom Rajonzentrum Nowomoskowsk und grenzt im Süden an das Gemeindegebiet von Pischtschanka und im Nordwesten an das von Orliwschtschyna.
Der Ort entstand im Zusammenhang mit dem Bau des Dnepr-Donbas-Kanals im Jahr 1969, bereits 1975 erhielt er den Status einer Siedlung städtischen Typs, der Name bezieht sich auf die bodenverbessernde Wirkung des Kanals durch Melioration.
Am 26. Dezember 2017 wurde die Siedlung ein Teil der neugegründeten Landgemeinde Pischtschanka, bis dahin bildete sie die gleichnamige Siedlungsratsgemeinde Melioratywne (Меліоративнівська селищна рада/Melioratywniwska selyschtschna rada) im Südosten des Rajons Nowomoskowsk.